# Иван Петрушинов
Иван Петрушинов Асенов е български актьор.

## Биография и творчество
Завършва НАТФИЗ през 1976 г. Започва кариерата си в киното с участие във филма „Синята лампа“ от 1973 г. От 1976 до 1979 г. е актьор в Драматичния театър в Ловеч. През 1979 печели наградата на САБ за най-добър млад актьор за ролята си на Едгар в постановката на „Новите страдания на младия Вертер“.От 1979 до 1990 г. играе в Театър „София“, а от 1990 г. е част от трупата на Малък градски театър „Зад канала“. През 2010 г. се снима в световната реклама на Кока-Кола като Дядо Коледа.

### Кариера на озвучаващ актьор
Петрушинов понякога се занимава и с озвучаване на филми и сериали.

### Анимационни сериали
- „Батман от бъдещето“

### Анимационни филми (войсоувър дублаж)
- „Барби и магията на Пегас“
- „Земята преди време II: Приключение в голямата долина“ (дублаж на bTV), 2008
- „Земята преди време VI: Тайната на динозавърската скала“ (дублаж на bTV), 2008
- „Земята преди време VII: Скалата на ледения огън“ (дублаж на bTV), 2008
- „Земята преди време VIII: Големият студ“ (дублаж на bTV), 2008

### Анимационни филми (насинхронен дублаж)
- „Ваканцията: Строго забранена“
- „Ледена епоха: Мамутска Коледа“ – Дядо Коледа, 2011
- „Омагьосаният император“ – Пача, 2001
- „Планетата на съкровищата“ – Господин Ероу, 2002
- „Принцесата и жабокът“ – Джеймс, 2009
- „Пътят към Елдорадо“ – Кортес, 2001
- „Робин Худ“ – Отец Тък, 2008
- „Таласъми ООД“ – Джордж Сандерсън, 2002
- „Тайната на горските пазители“ – Ним Галу, 2013
- „Търсенето на Немо“ – Плонд, 2003
- „Търсенето на Дори“ – Плонд, 2016
- „Храбро сърце“ – Гордън, 2012
- „Чикън Литъл“ – Бък Клък, 2005

### Анимационни предавания (насинхронен дублаж)
- „Тайните на Гравити Фолс“ - Чичо Стан, Шериф Блъбс, Мъжествен Дан, и Роби Валентино (сезон 1, епизод 5), 2012 - 2016

### Игрални филми
- „Маверик“ (дублаж на БНТ)
- „Приказка без край“ (първи дублаж на БНТ), 2001
- „Смъртоносна битка“ (дублаж на БНТ), 2001

## Телевизионен театър
- „Братът на Бай Ганя Балкански“ (мюзикъл, 1997) – военен министър
- „Зелен таралеж“ (мюзикъл, 1996) (Йордан Радичков)
- „Диоген“ (1989) (Владимир Константинов)
- „Времето, което ни разделя“ (1989) (Руденко Йорданов)
- „Фарисеи“ (1988) (Димитрис Псатас)
- „Коледна песен“ (мюзикъл, 1988) (Чарлз Дикенс)
- „Змейова сватба“ (1984) (от П. Ю. Тодоров, реж. Вили Цанков)

## Личен живот
Има две дъщери (родени през 1979 и 1990) и един син (роден през 1991). Едната му дъщеря живее във Великобритания, а другата – в Канада. Синът му е избрал да остане в София.

## Филмография
- „Корпус за бързо реагиране 2: Ядрена заплаха“ (2014) – бащата на Петя
- Клиника на третия етаж (тв сериал, 2010) – таксиметров шофьор (в 1 серия: XXXIII)
- „Приказки на щурчето“ (тв сериал, 2009) – владиката (в серията „На лъжата краката са къси“)
- Thick as Thieves (2009)
- The Mechanik (2005) – Саша Попов
- Големанов (2004)
- Подгряване на вчерашния обед (2002)
- Версенженторикс (1999) – римски ковач
- Някога...някъде... (1996)
- Трака-трак (1995, България/Франция)
- Страшни смешки, смешни страшки за герои със опашки (1995) – Ганчо
- Коледни апаши (тв, 1994)
- Юнаци с умни калпаци (1994) – Юнак Въско
- Нон грата (3-сер. тв, 1990)
- Без драскотина (1989) – бай Петко
- Пибипкащият нос (1988)
- Нощем по покривите (2-сер. тв, 1987)
- Копнежи по белия път (1987) – Владко
- Вкус на бисер (1984) – мъжът, събиращ монетите след Ева (като Иван Петрошинов)
- Подарък в полунощ (2-сер. тв, 1984) - Асен
- Голямата игра  (Большая игра) (6-сер. тв, 1983, СССР/България)
- Слънчеви пера (тв, 1981) – касиера в лунапарка
- Годеницата с най-красивите очи (1977) – Ян
- Синята лампа (тв сериал, 1973) – Янко